# Ted (film)
Ted är en amerikansk fantasy-komedi från 2012, regisserad av Seth MacFarlane med bland andra Mark Wahlberg och Mila Kunis i huvudrollerna.
Uppföljaren, Ted 2, hade premiär den 3 april 2015.

## Handling
Filmen berättar historien om John Bennett (Mark Wahlberg), en vuxen man som måste hantera sin älskade teddybjörn som blev levande till följd av en önskning när han var barn, och som vägrat lämna hans sida sedan dess. Båda har en stark vänskap som nu måste testas när Lori (Mila Kunis), Johns flickvän, vill utveckla sitt förhållande.

## Rollista (i urval)
- Mark Wahlberg – John Bennett[4]
  - Bretton Manley – John Bennett som barn
- Seth MacFarlane – Ted (röst och motion capture)[4]
  - Zane Cowans – Ted som liten (röst)
- Mila Kunis – Lori Collins
- Giovanni Ribisi – Donny[4]
- Joel McHale – Rex
- Patrick Warburton – Guy[5]
- Matt Walsh – Thomas, Johns chef
- Jessica Barth – Tami-Lynn
- Bill Smitrovich – Frank Stevens, Teds chef
- Ralph Garman – Steve Bennett, Johns pappa
- Alex Borstein – Helen Bennett, Johns mamma
- Laura Vandervoort – Tanya Terry[6]
- Jessica Stroup – Tracy[7]
- Sam J. Jones – Sig själv
- Norah Jones – Sig själv
- Aedin Mincks – Robert
- Robert Wu – Asian Man "Ming"
- John Viener – Alix
- Mike Henry – Nyhetsreporter
- Danny Smith – Servitör
- Patrick Stewart – Berättaren
- Ryan Reynolds – Jarred

## Om filmen
Seth MacFarlane står som regissör, manusförfattare och producent till filmen. Han medverkar också som rösten till Teddybjörnen Ted, samt med hjälp av productionsbolagen Tippett Studio och Iloura göra motion capture till Ted med hjälp av datoranimationer. MacFarlane skrev manuset med hjälp av sina kollegor Alec Sulkin och Wellesley Wild från Family Guy. Filmen spelades in under maj 2011 i städerna Boston, Norwood och Swampscott i Massachusetts.
Låten Everybody Needs a Best Friend, som framförs av Norah Jones, blev oscarnominerad för bästa sång.